# Museo del ciclismo Madonna del Ghisallo
Il museo del Ciclismo Madonna del Ghisallo è un museo della Lombardia dedicato al ciclismo. Nel cuore del Triangolo Lariano, a Magreglio, in rapporto di continuità con il Santuario del Ghisallo dedicato alla Madonna patrona dei Ciclisti, il museo è stato inaugurato il 14 ottobre 2006 e ha ricevuto elogi da Sergio Zavoli per il suo contributo alla celebrazione del mondo della bici da corsa.
Nel 1994 venne istituita l'Associazione "Museo del Ciclismo Madonna del Ghisallo", successivamente trasformata in fondazione. Sarà la fondazione ad avviare i lavori di costruzione del Museo il 24 ottobre 1999, con la posa della prima pietra proveniente dalla Cava di Candoglia (Val d'Ossola), la stessa del marmo del Duomo di Milano, che ha diritto esclusivo d'uso sulla Cava. L'ultima pietra, posata il 31 maggio 2006 e sulla quale è incisa la frase "Omnia Vincit Amor", è stata estratta dalla Cava di Azzano, la stessa che fornì a Michelangelo Buonarroti il marmo per la costruzione della Basilica di San Pietro a Roma. Riconosciuto come Museo della Lombardia, il Museo del Ciclismo deve la sua realizzazione alla task force creata da Fiorenzo Magni insieme a Regione Lombardia.
Attualmente il presidente della Fondazione è Antonio Molteni, mentre la direttrice del Museo è l'architetto Carola Gentilini.

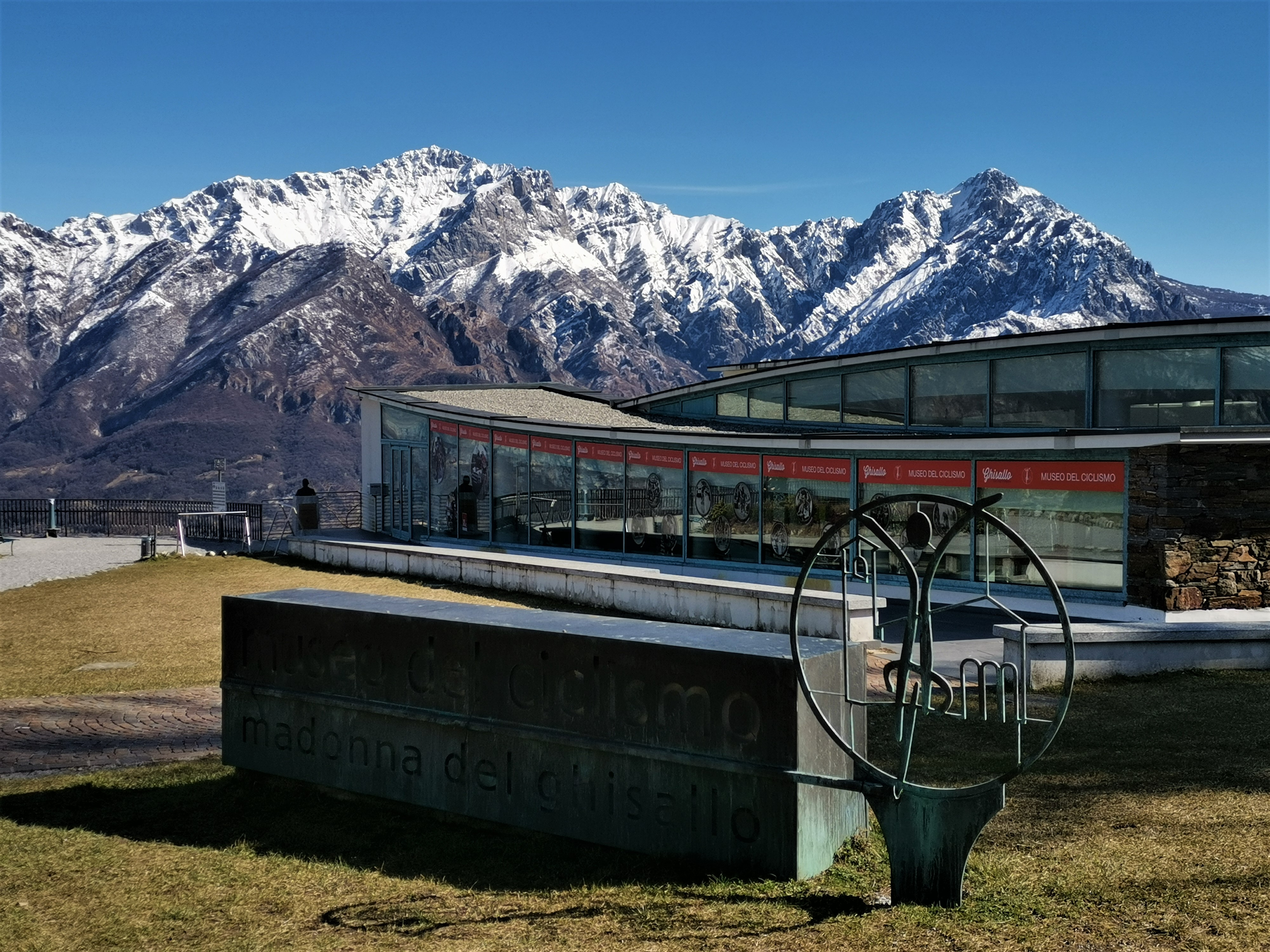
Facciata laterale del Museo del Ciclismo

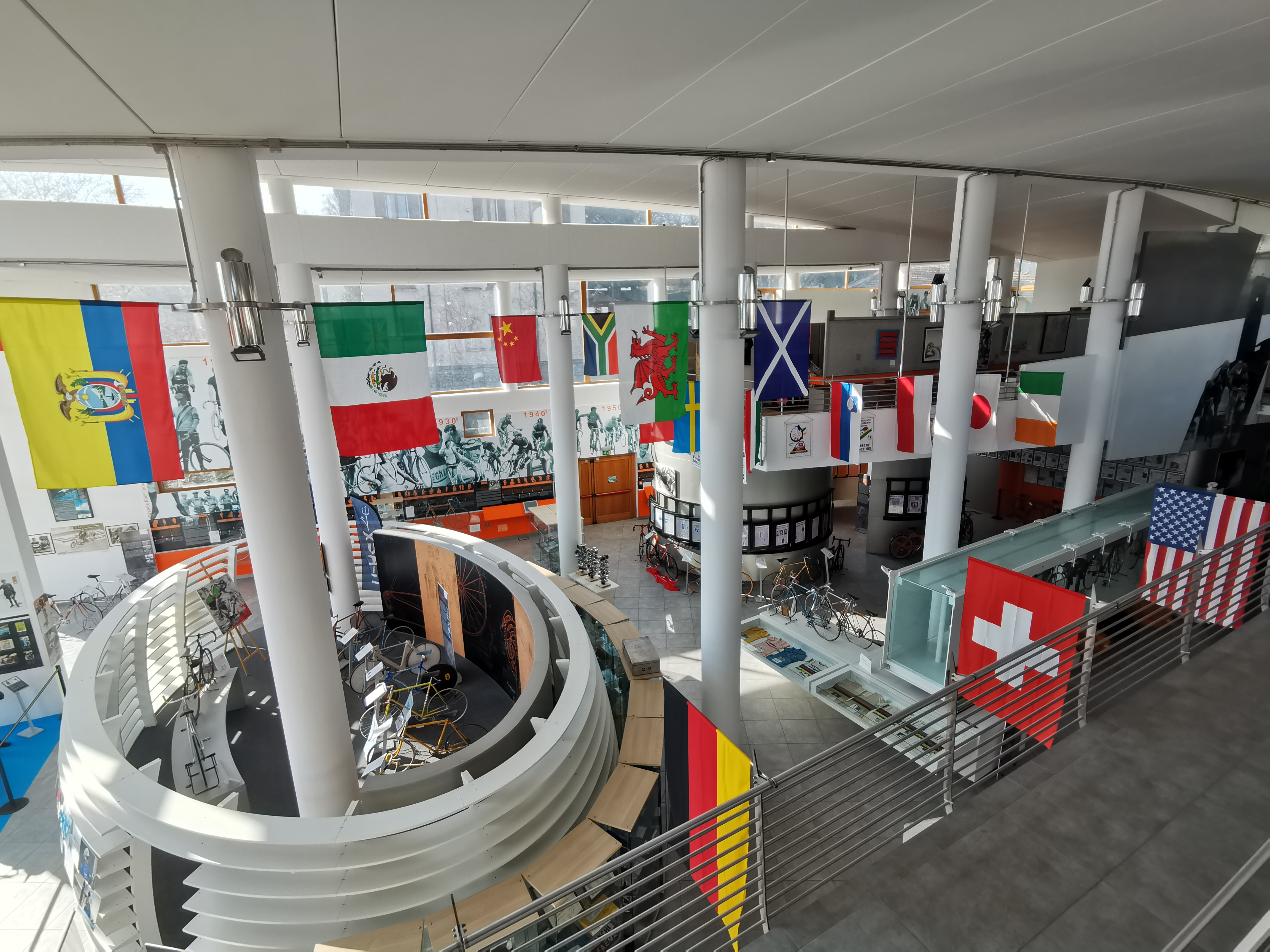
Vista degli interni del Museo: le aree espositive

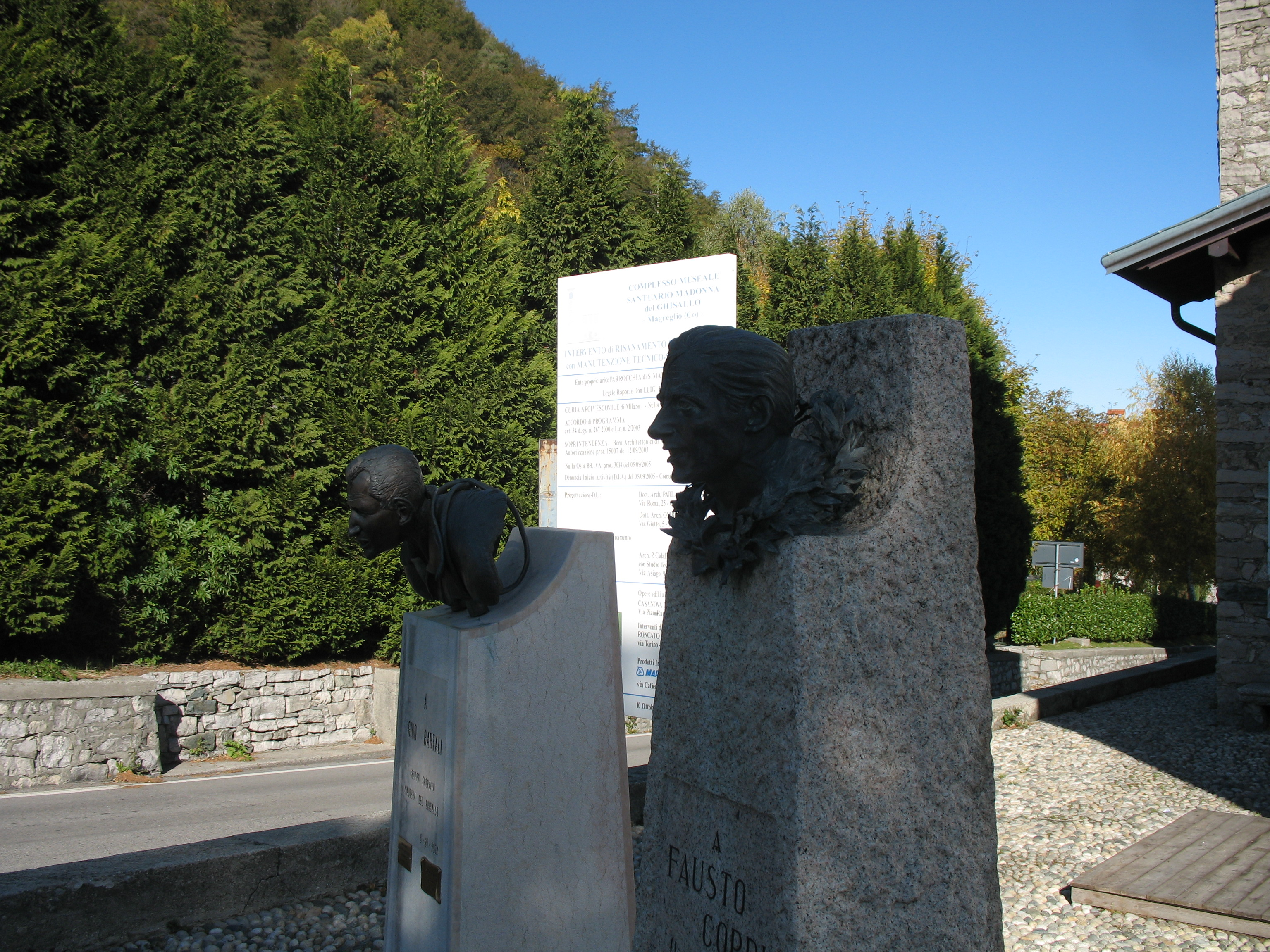
I busti di Fausto Coppi e Gino Bartali al di fuori del museo

## Il museo e la sua architettura
L'organizzazione spaziale del progetto architettonico del Museo fa sì che il visitatore dal naturale anfiteatro panoramico del Belvedere Romeo (dedicato a Nicola Romeo, fondatore dell'Alfa Romeo) percorra inevitabilmente lo spazio secondo una linea virtuale di attrazione verso la vista più aperta sul paesaggio. Il progetto, opera dell'architetto Davide Bergna, prende quindi ispirazione dalla visuale delle Grigne, in un attento studio di architettura del paesaggio che si ispira alle linee dei celebri monti manzoniani. I percorsi a rampa, sia esterni che interni, si snodano come un tornante alpino dal Santuario al piano espositivo del Museo. Lo spazio simbolico del Santuario e lo spazio interattivo del Museo diventano nella percezione del visitatore uno spazio unico. Lungo l’intero scivolo una grande vetrata segue l’andamento della "prima onda" favorendo un'ampia visione dell'interno. Il visitatore, percorrendo tale rampa, raggiunge la quota "meno 3,60" dove è situato l'accesso dell'edificio ed il collegamento con il Belvedere. La lieve pendenza del camminamento all'ingresso permette ai disabili di raggiungere il piano espositivo vivendo questo "percorso" senza essere obbligati ad utilizzare l’ascensore. L'esposizione permanente, collocata su un unico piano, è inserita in una soluzione spaziale estremamente flessibile a "pilotis", che permette una visione sempre globale e non parziale da ogni punto del Museo dell’esposizione, del panorama, delle proiezioni.

## Il progetto museografico
Il Museo del Ciclismo si connota come un luogo di ricerca e approfondimento per appassionati e non. L'architetto Pier Federico Caliari, progettista dell'allestimento, ha articolato la forza del Museo prevedendo un sistema espositivo che integra le esposizioni permanenti dei cimeli storici legati al ciclismo alle tecnologie collegate all’evoluzione della bicicletta.
Il museo è organizzato in diverse sezioni tematiche, offrendo ai visitatori la possibilità di esplorare autonomamente ciascuna area.
Sezione "Biciclette militari"
Fra le biciclette militari di inizio secolo utilizzate esposte nella prima sezione, è presente la prima bicicletta pieghevole della Bianchi, dotata ancora di libretto di istruzioni originale. La bicicletta militare è stata antesignana della bicicletta da viaggio e da competizione. I Bersaglieri ciclisti nascono il 15 marzo 1898.
Sezione "Cimeli"
Di particolare valore simbolico, vi sono raccolti gli oggetti che i campioni hanno donato al santuario o alla fondazione, che il museo espone in maniera selettiva, secondo il principio della rotazione e della doppia ripartizione museologica. Nel Museo le biciclette più significative sono collocate in diverse aree, tra cui la grande teca "a ponte", mentre altre espongono i trofei e le maglie. In particolare, la teca ospita quattro biciclette che hanno fatto la storia del ciclismo: 
- la bicicletta Legnano di Gino Bartali usata al Tour de France 1938
- la bicicletta Legnano di Gino Bartali usata al Tour de France 1948
- la bicicletta Legnano di Fausto Coppi del Record dell'ora al Velodromo Vigorelli-Milano nel 1942
- la bicicletta Wilier Triestina di Fiorenzo Magni usata al Giro delle Fiandre 1949

Sezioni "Evoluzione bicicletta da strada" e "Evoluzione bicicletta da passeggio"
Il Museo dedica due sezioni allo studio dell'evoluzione del mezzo meccanico attraverso i suoi componenti e alcune delle tappe dell’evoluzione dei materiali più significativi che si sono succeduti nella storia del ciclismo agonistico, e all'evoluzione della bicicletta da passeggio.
Sezione "Giro d’Italia-Maglie rosa"
Il Museo ospita la più grande collezione di maglie rosa, ritrovate grazie al progetto "Giro for Ghisallo" della Gazzetta dello Sport.
La raccolta include, tra i vari cimeli, la maglietta donata da Jai Hindley a distanza di pochi giorni dalla vittoria del Giro d'Italia 2022.
Sezione "Grande Enciclopedia del Ciclismo"
Lungo tutta la parete viene raccontata in ordine cronologico la storia delle grandi imprese ciclistiche e dei grandi campioni.
Sezione "24 + 24"
All'interno di due ambienti circolari, sfogliando idealmente "pagine sportive", il visitatore può consultare i palmares di quarantotto campioni, scelti personalmente da Fiorenzo Magni.
Sezione "Ciak e campioni 100 film sul ciclismo"
Nella "sala cinema" trova spazio la sezione audiovisivi che grazie ad una selezione di 100 film, documentari, cortometraggi permette la narrazione su grande schermo del ciclismo sportivo e del rapporto tra ciclismo, cinematografia, televisione e costume.
Sezione "Donne"
Dal 2016 il Museo ripercorre in questa sezione speciale le imprese delle più importanti campionesse, da Maria Cressari a Marianne Vos.
Sezione "Paraciclismo"
A cura di Carlo Ottolina, la sezione è stata inaugurata il 12 ottobre 2019 durante il passaggio del Giro di Lombardia.